# 355
Évszázadok: 3. század – 4. század – 5. század
Évtizedek: 300-as évek – 310-es évek – 320-as évek – 330-as évek – 340-es évek – 350-es évek – 360-as évek – 370-es évek – 380-as évek – 390-es évek – 400-as évek
Évek: 350 – 351 – 352 – 353 –  354 – 355 – 356 – 357 – 358 – 359 – 360

## Események

### Római Birodalom
- Flavius Arbitiót és Quintus Flavius Maesius Egnatius Lollianust választják consulnak.
- II. Constantius császár kegyencei lázadás előkészítésének hamis vádjaival illetik a rajnai limest védő Claudius Silvanus hadvezért. Silvanus életét féltve augusztus 11-én valóban fellázad és császárrá nyilvánítja magát. Constantius Ursicinust küldi hozzá követként, aki megszervezi Silvanus meggyilkolását.
- November 6. - Constantius caesarrá (trónörökössé) nevezi ki utolsó életben maradt közeli férfirokonát, Iulianust és feleségül adja hozzá nővérét, Helenát.
- Mediolanumban (Milánó) mintegy 300 püspök részvételével ismét megtárgyalják az antiariánus alexandriai pátriárka, Athanasziosz ügyét. Constantius száműzéssel való fenyegetéssel kényszeríti őket, hogy aláírjanak egy ariánus hitvallást. Liberius pápa ezt nem ismeri el, mire a császár Macedoniába száműzi és helyére II. Felixet nevezi ki.[1] Athanaszioszt ismét leváltják az alexandriai egyház éléről és a letartóztatás elől Felső-Egyiptom sivatagába menekül.
- A frankok több hónapnyi ostrom után elfoglalják és elpusztítják Colonia Agrippinát (ma Köln).

### Kína
- Meghal Fu Csien, a Korai Csin állam alapítója. Mivel idősebb fia az előző évben csatában elesett, utóda az erőszakos és kicsapongó természetű Fu Seng.

## Halálozások
- Claudius Silvanus, római trónkövetelő
- Fu Csien, a Korai Csin állam császára

## Fordítás
- Ez a szócikk részben vagy egészben  a(z)   355 című angol Wikipédia-szócikk ezen változatának fordításán alapul.  Az eredeti cikk szerkesztőit annak laptörténete sorolja fel. Ez a jelzés csupán a megfogalmazás eredetét és a szerzői jogokat jelzi, nem szolgál a cikkben szereplő információk forrásmegjelöléseként.